# Liste der Bodendenkmäler in Simmershofen
Auf dieser Seite sind die Bodendenkmäler in der mittelfränkischen Gemeinde Simmershofen zusammengestellt. Diese Tabelle ist eine Teilliste der Liste der Bodendenkmäler in Bayern. Grundlage ist die Bayerische Denkmalliste, die auf Basis des Bayerischen Denkmalschutzgesetzes vom 1. Oktober 1973 erstmals erstellt wurde und seither durch das Bayerische Landesamt für Denkmalpflege geführt wird. Die folgenden Angaben ersetzen nicht die rechtsverbindliche Auskunft der Denkmalschutzbehörde.

## Bodendenkmäler der Gemeinde Simmershofen

### Gemarkung Adelhofen
| Lage                 | Objekt | Akten-Nr.     | Bild |
| -------------------- | --- | ------------- | ---- |
| Adelhofen (Standort) | Siedlung vorgeschichtlicher Zeitstellung.                                                                                        | D-5-6426-0041 |      |
| Adelhofen (Standort) | Siedlung vorgeschichtlicher Zeitstellung.                                                                                        | D-5-6426-0042 |      |
| Adelhofen (Standort) | Siedlung der Urnenfelderzeit. | D-5-6426-0091 |      |
| Adelhofen (Standort) | Siedlung vorgeschichtlicher Zeitstellung und Bestattungsplatz der Urnenfelderzeit.                                               | D-5-6426-0095 |      |
| Adelhofen (Standort) | Mittelalterliche und frühneuzeitliche Befunde im Bereich der evangelisch-lutherischen Pfarrkirche St. Bartholomäus in Adelhofen. | D-5-6426-0123 |      |
| Adelhofen (Standort) | Siedlung der Latènezeit. | D-5-6427-0069 |      |

### Gemarkung Auernhofen
| Lage                  | Objekt | Akten-Nr.     | Bild |
| --------------------- | --- | ------------- | ---- |
| Auernhofen (Standort) | Siedlung des Neolithikums und der Urnenfelderzeit.                                                                                      | D-5-6426-0044 |      |
| Auernhofen (Standort) | Siedlung vorgeschichtlicher Zeitstellung.                                                                                               | D-5-6426-0046 |      |
| Auernhofen (Standort) | Siedlung des Neolithikums, der Bronzezeit, Urnenfelder-, Hallstatt- und Latènezeit                                                      | D-5-6426-0047 |      |
| Auernhofen (Standort) | Siedlung der Urnenfelderzeit. | D-5-6426-0048 |      |
| Auernhofen (Standort) | Siedlung vorgeschichtlicher Zeitstellung.                                                                                               | D-5-6426-0049 |      |
| Auernhofen (Standort) | Siedlung vorgeschichtlicher Zeitstellung.                                                                                               | D-5-6426-0050 |      |
| Auernhofen (Standort) | Siedlung vorgeschichtlicher Zeitstellung.                                                                                               | D-5-6426-0051 |      |
| Auernhofen (Standort) | Mittelalterliche und frühneuzeitliche Befunde im Bereich der evangelisch-lutherischen Kirche Heiligkreuz und St. Blasius in Auernhofen. | D-5-6426-0125 |      |

### Gemarkung Brackenlohr
| Lage                   | Objekt                                                    | Akten-Nr.     | Bild |
| ---------------------- | --------------------------------------------------------- | ------------- | ---- |
| Brackenlohr (Standort) | Siedlung der Urnenfelder-, Hallstatt- und Frühlatènezeit. | D-5-6427-0185 |      |

### Gemarkung Equarhofen
| Lage                  | Objekt | Akten-Nr.     | Bild |
| --------------------- | --- | ------------- | ---- |
| Equarhofen (Standort) | Bestattungsplatz der Hallstattzeit mit Grabhügeln.                                                                          | D-5-6526-0001 |      |
| Equarhofen (Standort) | Bestattungsplatz der Hallstattzeit mit Grabhügeln.                                                                          | D-5-6526-0002 |      |
| Equarhofen (Standort) | Grabhügel vorgeschichtlicher Zeitstellung.                                                                                  | D-5-6526-0003 |      |
| Equarhofen (Standort) | Mittelalterliche und frühneuzeitliche Befunde im Bereich der evangelisch-lutherischen Pfarrkirche St. Kilian in Equarhofen. | D-5-6526-0004 |      |
| Equarhofen (Standort) | Grabhügel vorgeschichtlicher Zeitstellung.                                                                                  | D-5-6526-0052 |      |
| Equarhofen (Standort) | Mittelalterlicher Burgstall (Eckwartsburg).                                                                                 | D-5-6526-0067 |      |

### Gemarkung Hohlach
| Lage               | Objekt | Akten-Nr.     | Bild |
| ------------------ | --- | ------------- | ---- |
| Hohlach (Standort) | Grabhügel mit Bestattungen der Hallstattzeit.                                                                      | D-5-6426-0054 |      |
| Hohlach (Standort) | Grabhügel vorgeschichtlicher Zeitstellung.                                                                         | D-5-6426-0055 |      |
| Hohlach (Standort) | Siedlung des Neolithikums.                                                                                         | D-5-6426-0056 |      |
| Hohlach (Standort) | Siedlung des Neolithikums und der Latènezeit.                                                                      | D-5-6426-0057 |      |
| Hohlach (Standort) | Siedlung des Neolithikums.                                                                                         | D-5-6426-0058 |      |
| Hohlach (Standort) | Siedlung des Neolithikums.                                                                                         | D-5-6426-0059 |      |
| Hohlach (Standort) | Siedlung des Neolithikums.                                                                                         | D-5-6426-0060 |      |
| Hohlach (Standort) | Siedlung des Neolithikums sowie der Urnenfelder- und Spätlatènezeit.                                               | D-5-6426-0062 |      |
| Hohlach (Standort) | Siedlung des Neolithikums und der Hallstattzeit.                                                                   | D-5-6426-0063 |      |
| Hohlach (Standort) | Siedlung der Urnenfelderzeit.                                                                                      | D-5-6426-0066 |      |
| Hohlach (Standort) | Siedlung des Neolithikums.                                                                                         | D-5-6426-0068 |      |
| Hohlach (Standort) | Siedlung des Neolithikums.                                                                                         | D-5-6426-0071 |      |
| Hohlach (Standort) | Siedlung vorgeschichtlicher Zeitstellung.                                                                          | D-5-6426-0072 |      |
| Hohlach (Standort) | Siedlung vor- und frühgeschichtlicher Zeitstellung.                                                                | D-5-6426-0074 |      |
| Hohlach (Standort) | Siedlung des Neolithikums.                                                                                         | D-5-6426-0085 |      |
| Hohlach (Standort) | Mittelalterliche und frühneuzeitliche Befunde im Bereich der evangelisch-lutherischen Kirche St. Georg in Hohlach. | D-5-6426-0126 |      |
| Hohlach (Standort) | Frühneuzeitliche Befunde im Bereich des ehemaligen Rittergutes Schloss Hohlach mit Gartenanlage.                   | D-5-6426-0127 |      |
| Hohlach (Standort) | Mittelalterlicher Turmhügel.                                                                                       | D-5-6526-0007 |      |

### Gemarkung Simmershofen
| Lage                    | Objekt | Akten-Nr.     | Bild |
| ----------------------- | --- | ------------- | ---- |
| Simmershofen (Standort) | Siedlung vorgeschichtlicher Zeitstellung und des Neolithikums.                                                                             | D-5-6426-0033 |      |
| Simmershofen (Standort) | Siedlung der Hallstatt- und Latènezeit. | D-5-6426-0035 |      |
| Simmershofen (Standort) | Siedlung der Urnenfelder- und Latènezeit.                                                                                                  | D-5-6426-0036 |      |
| Simmershofen (Standort) | Siedlung der Hallstattzeit. | D-5-6426-0037 |      |
| Simmershofen (Standort) | Siedlung vorgeschichtlicher Zeitstellung.                                                                                                  | D-5-6426-0038 |      |
| Simmershofen (Standort) | Grabhügel vorgeschichtlicher Zeitstellung.                                                                                                 | D-5-6426-0040 |      |
| Simmershofen (Standort) | Bestattungsplatz der Urnenfelderzeit. | D-5-6426-0092 |      |
| Simmershofen (Standort) | Siedlung des Neolithikums und der Urnenfelderzeit.                                                                                         | D-5-6426-0094 |      |
| Simmershofen (Standort) | Siedlung der Latènezeit. | D-5-6426-0097 |      |
| Simmershofen (Standort) | Siedlung der Urnenfelderzeit. | D-5-6426-0099 |      |
| Simmershofen (Standort) | Mittelalterliche und frühneuzeitliche Befunde im Bereich der evangelisch-lutherischen Pfarrkirche St. Michael und Crispin in Simmershofen. | D-5-6426-0119 |      |
| Simmershofen (Standort) | Mittelalterliche und frühneuzeitliche Befunde im Bereich der evangelisch-lutherischen Nebenkirche Hl. Kreuz bei Simmershofen.              | D-5-6426-0120 |      |

### Gemarkung Walkershofen
| Lage                    | Objekt                                                                                   | Akten-Nr.     | Bild |
| ----------------------- | ---------------------------------------------------------------------------------------- | ------------- | ---- |
| Walkershofen (Standort) | Grabhügel vorgeschichtlicher Zeitstellung.                                               | D-5-6426-0079 |      |
| Walkershofen (Standort) | Mittelalterliche und frühneuzeitliche Befunde im Bereich des Schlosses von Walkershofen. | D-5-6426-0129 |      |